# Stadtkind (Zeitschrift, Berlin)
Stadtkind war ein monatlich erscheinendes, werbefinanziertes Berliner Stadtmagazin im Format A4. Enthaltene Rubriken waren u. a. Stadtleben, Stadtkinder, Uni, Architektur, Design, Sport, Stadtkult (Kultur), Musik, Film und Ausgehen. Das Magazin war seit dem 3. Quartal 2007 IVW geprüft. Die Druckauflage betrug 40.000 Exemplare, die verbreitete Auflage betrug 38.702 Exemplare. Mit der Ausgabe August 2008 wurde der Umfang auf insgesamt 84 Seiten erweitert und seit der Ausgabe September 2008 wurden 7.000 Magazine einer Premiumversion mit 100 Seiten inkl. Fernsehprogramm an den Berliner Kiosk gebracht. Somit war Stadtkind auch an ca. 2.500 Kiosken der Stadt verfügbar. Dieses Experiment wurde jedoch nach wenigen Ausgaben beendet.
Neben einem Veranstaltungskalender mit Berliner Kultur-Adressen fand sich in den Rubriken „Stadtkinder“, „Stadtleben“, „Aktivitäten“, „Ausgehen“, „Musik“ und „Alles Neu“ Ankündigungen zum aktuellen Stadtgeschehen, Filmstarts, CD-Neuerscheinungen sowie weitere Anregungen für die Freizeitgestaltung in Berlin.
Stadtkind erschien von November 2006 bis Juli 2009 in der Stadtkind Verlagsgesellschaft mbH mit Sitz in Berlin-Friedrichshain.
Geschäftsführer war Stefan Pietzonka, Chefredakteur war Sebastian Riewe.
Das Magazin wurde nach einem erfolglosen Re-Launch im Sommer 2009 eingestellt.

## Weitere Berliner Stadtmagazine
- zitty
- tip
- [030]